# Depresiunea Măneciu

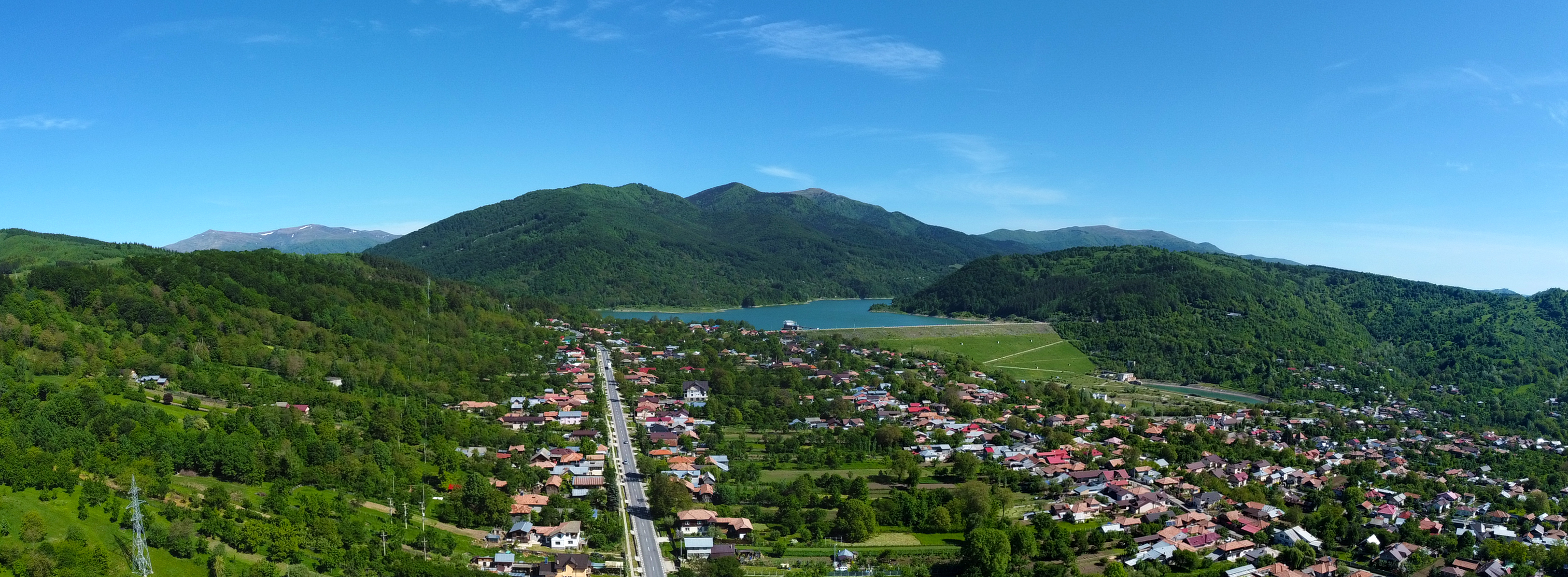
Priveliște către Depresiunea Măneciu

Depresiunea Măneciu este o depresiune tectonică situată în Județul Prahova, România, în zona Carpaților Orientali, care curpinde și comuna Măneciu. Aceasta este cunoscută pentru peisajele sale pitorești și pentru importanța sa geologică și geomorfologică.

## Localizare și Geografie
Depresiunea Măneciu se află la aproximativ 50 km nord-est de Ploiești. Altitudinea variază între 500 și 1000 de metri, oferind un relief variat, cu munți și văi adânci. Acest interval altitudinal generează un relief diversificat, caracterizat prin prezența elevărilor domoale și a văilor adânci. Formele de relief contribuie la complexitatea geomorfologică a zonei și oferă un peisaj deosebit de pitoresc, favorabil dezvoltării biodiversității și activităților recreative.

## Caracteristici Geologice
Regiunea este formată prin procese tectonice și eroziune, având o structură geologică compusă predominant din roci sedimentare precum gresii, conglomerate, argile și marne. Depresiunea prezintă numeroase forme de eroziune și depuneri aluvionare, ceea ce o face un punct de interes pentru cercetările geologice. 
O rezervație geologică din această depresiune este Râpa Roșie, situată la limita satului de reședință Măneciu-Ungureni, langă Teleajen.

## Climat și Vegetație
Clima este de tip temperat-continentală, cu veri calde și ierni reci, și precipitații moderate pe tot parcursul anului. Vegetația include păduri de foioase, predominante fiind fagul și stejarul, precum și pajiști subalpine, contribuind la o biodiversitate bogată.

## Importanță și Utilizări
Depresiunea Măneciu este importantă atât din punct de vedere geologic, cât și ecologic. Este o zonă populară pentru activități recreative precum drumețiile, campingul și observarea faunei și florei. Agricultura, în special pomicultura, și exploatarea forestieră sunt activități economice majore în regiune.

## Acces și Infrastructură
Accesul în Depresiunea Măneciu se realizează prin intermediul Drumului Național DN1A, care leagă această zonă de principalele orașe din jur. 
Localitatea Măneciu, amplasată central în cadrul depresiunii, constituie punctul principal de intrare în zonă. De aici, se pot accesa diverse trasee și rute către alte localități din cadrul depresiunii, facilitând astfel deplasarea și explorarea regiunii. "Pietrele Scrise" reprezintă un traseu turistic care străbate această depresiune, oferind priveliști spectaculoase și oportunități de explorare a peisajului natural.

## Legături Externe
- http://comuna.info/harta-maneciu-ph/
- https://danmazilu.com/2018/10/23/din-bucuresti-la-munte-in-doar-doua-ore/
- https://calatoriiinsalbaticie.wordpress.com/tag/trasee-montane-maneciu/